# Sloepenloods (Brielle)
De sloepenloods in de Zuid-Hollandse stad Brielle is een loods aan de Maarland Noordzijde. Het werd in 1886 gebouwd in opdracht van de Genie 3de Commandement te Brielle, ten behoeve van een sinds 1870 in de stad gelegerd detachement van de Torpedocompagnie. 
De driebeukige loods heeft kenmerken van het eclecticisme en werd door ingenieur G.J. Blauw en P.C.B. van Marle ontworpen.
De sloepenloods heeft in 1922 met het vertrek van de Torpedodienst zijn oorspronkelijke functie verloren. Sindsdien heeft het gebouw meerdere functies gehad. Tegenwoordig fungeert het als clubgebouw van de plaatselijke schietvereniging.